# 陈焕春
陈焕春（1953年3月20日—），男，湖北恩施人，中国兽医学家，家畜传染病学专家，中国工程院院士。致力于研究和防治对中国养猪产业造成危害的家畜传染病，对中国动物传染病的防控有相当贡献。

## 生平
陈焕春1953年出生于湖北省恩施市。1972年获推荐至武汉华中农学院畜牧兽医系学习，毕业后留校任教。一次带学生去湖北天门实习时，看到当地农民因耕牛患流行病死亡而只能用人力拉犁的悲惨场面，由此萌发了研究家畜传染病的信念，从家畜外科学教研室转至微生物传染病教研室，参与猪痢疾、口蹄疫等疫病的科研和教学。1984年由教育部公派至德国慕尼黑大学，跟随德国兽医学会主席安东·迈尔攻读研究生，1988年获兽医学博士学位。1989年回国后即在华中农业大学任教至今，期间曾任副校长。2003年当选中国工程院农业学部院士。:1394:50-51他还是中国畜牧兽医学会第十二届、第十三届理事长，第十四届名誉理事长。

## 学术贡献
陈焕春长期深耕于家畜传染病学和动物病毒学领域，尤其致力于研究和防治猪圆环病毒病、高致病性蓝耳病、副猪嗜血杆菌病和猪传染性胸膜肺炎等危害中国养猪产业的传染病，包括开展病原学与流行病学研究、诊断具体疾病、研发疫苗与诊断试剂等，为中国动物传染病的防控贡献良多。曾获第三届中华农业英才奖、2013年度湖北省科学技术突出贡献奖。其代表性贡献有
:52-54：
- 确定20世纪80年代末、90年代初大规模发生的母猪流产、死胎和仔猪死亡的原因不是猪瘟，而是猪伪狂犬病，并分离鉴定出病毒的标准毒株，制定检疫的国家标准，研制多种诊断试剂盒和疫苗，控制了猪伪狂犬病在中国的流行。
- 2004年高致病性禽流感爆发后，研制出多种快速检测方法与试剂盒，用于世界上多个国家的检测和防控。
- 有效控制了2005年四川人-猪链球菌病、2006年山西乙型脑炎等人畜共患病的流行。

## 企业
2001年，陈焕春与华中农业大学其他几位教授共同创办了武汉科前生物公司，研发、生产和销售疫苗等动物生物制品，并提供兽医技术服务。2019年10月，上海证券交易所科创板同意科前生物首发上市申请。

## 争议
2019新型冠状病毒疫情爆发后，陈焕春以专家身份出席2月9日的湖北省例行新闻发布会，在介绍科研攻关工作时称“新型冠状病毒属于SARS冠状病毒”，迅速引发关注。钟南山院士当晚回应称，新冠病毒不属于SARS冠状病毒。陈焕春在当晚表示是口误。2月11日，国际病毒分类委员会指定新冠病毒名称为“SARS冠状病毒2型”（SARS-CoV-2），与SARS冠状病毒（SARS-CoV）属于同一个物种，均为SARS相关冠状病毒（SARSr-CoV）。